# Mieko Kanai
Pour les articles homonymes, voir Kanai.
Mieko Kanai (金井 美恵子, Kanai Mieko), née le 3 novembre 1947 à Takasaki, est une écrivain japonaise.

## Biographie
Après avoir fréquenté le lycée pour filles (群馬県立高崎女子高等学校) de sa ville natale, Kanai commence en 1966 à écrire des poèmes et des nouvelles. Elle est sélectionnée pour le prix Osamu Dazai en 1967 avec l'histoire Ai no sekatsu (« Vivre dans l'amour »), parue la même année dans la revue littéraire Tembō. L'année suivante paraissent Shizen no kodomo et Eonta, titres encensés par la critique, et Kanai est lauréate du prix Techō Gendsaishi pour son œuvre poétique. Elle publie son premier recueil de poèmes en 1971 sous le titre Madamu Juju no ie (« La Maison de madame Juju »).  
En 1970, son récit Yume no jikan (« Temps des rêves ») est retenu pour le prix Akutagawa. Elle est lauréate de l'édition 1979 du prix Kyōka Izumi de littérature pour le recueil de nouvelles Puraton reki en'ai (« Amour platonique »). En 1985 paraît son premier roman Bunshō kyōshitsu. Kanai est honorée du prix de littérature féminine pour Tama-ya (« Le Chat tama ») en 1987.

## Liste des œuvres traduites en français
- Couleurs d'eau, dans Jeunesse - Anthologie de nouvelles japonaises contemporaines Tome 1, traduit par Jean-Jacques Tschudin, Éditions du Rocher, 2007.
- Le Livre des mots, traduit par Isabelle Sakai, La Chambre japonaise, 2011.

## Source de la traduction
- (de) Cet article est partiellement ou en totalité issu de l’article de Wikipédia en allemand intitulé « Mieko Kanai » (voir la liste des auteurs).